# Mas de Llobet
El Mas de Llobet és una masia de Reus (Baix Camp) situada a la partida de la Grassa, entre la riera de la Quadra, a partir de la qual s'hi accedeix per sota de la C-14, i el terme de Constantí, al sud de la via del tren a Barcelona. Es troba al sud del Mas del Pei i al nord del Mas de la Condesa del que el separa el camí de les Puntes.

## Descripció
El mas en realitat, és un conjunt de construccions, de creixement lineal i de diferents alçades. La construcció més alta, és de tres plantes, i té la coberta amb teulada a dues vessant. Al costat hi ha una construcció que també forma part del mas, amb una alçada de dues plantes i una torre cantonera, que fa de badalot del terrat, que està tancat per una barana calada feta de rajola ceràmica. Als costats de les construccions principals hi ha altres construccions d'una planta, que fan funcions de magatzems i coberts. Cadascuna de les façanes principals, té una composició que respon al sistema constructiu propi de l'època en què es va aixecar, és a dir, alineació vertical de les parts massisses i de les parts buides.